# 科爾索 (密蘇里州)
科爾索（英語：Corso）是位於美國密蘇里州林肯縣的非建制地區。

## 歷史
科爾索的郵局於1873年設立，其後於1980年停運。

## 地理
科爾索所處的海拔為高於海平面209米（即686英呎），而該地所採用的時區為UTC-6，即北美中部時區（CST）。同時該地設有夏令時間，為UTC-6調快一小時，即UTC-5（CDT）。